# 丹羽厚詞
丹羽 厚詞（にわ こうじ、1961年（昭和36年）11月25日 - ）は、日本の政治家。元愛知県尾西市（現・一宮市）長（1期）。

## 来歴
東京工業大学工学部卒。尾西市議会議員、同副議長を経て、2003年、尾西市長選挙に立候補し、現職を破って当選した。選挙戦では一宮市との合併の是非の住民投票の実施を公約に掲げ、翌2004年、愛知県では初めてとなる住民投票が行われた。住民投票の結果賛成が反対を上回った。丹羽は合併協議会の副会長になった（会長は一宮市長）。2005年に尾西市は一宮市に編入した。翌年の一宮市長選挙に立候補したが、一宮市長の谷一夫に敗れた。